# Jewgeni Michailowitsch Timakin
Jewgeni Michailowitsch Timakin (russisch Евгений Михайлович Тимакин, * 23. Januar 1916 in Rostow am Don, Russische SFSR, Sowjetunion; † 2004) war ein russischer Pianist, Klavierpädagoge und Träger des Ehrentitels Verdienter Lehrer der Schule der RSFSR.

## Leben
Timakin wuchs in Rostow am Don als Halbwaise auf. Er erhielt in jungen Jahren zu Hause Klavierunterricht und besuchte ab seinem achten Lebensjahr eine Musikschule. Später studierte er an der Musikhochschule in Rostow am Don in der Klasse von Wassili Wassiljewitsch Schaub Klavier und anschließend ab 1935 am Moskauer Konservatorium bei Konstantin Igumnow. 1940 schloss er sein Studium mit Auszeichnung ab – trotz einer Handverletzung, die er sich in jungen Jahren aufgrund von Überbelastung zugezogen hatte und die ihn sein ganzes Leben begleitete – und wurde in die Armee eingezogen. Während des Zweiten Weltkriegs diente er bei den Luftverteidigungstruppen von Moskau, zuletzt als Leutnant. Nach dem Krieg begann Timakin zu unterrichten, zuerst an der Musikpädagogischen Schule und von 1952 bis 1999 an der
Zentralen Musikschule in Moskau. Daneben leitete er Seminare für Lehrkräfte in der Sowjetunion und in osteuropäischen Ländern und war von 1975 bis 1979 Dekan der Klavierfakultät der Musikakademie in Novi Sad, Jugoslawien. Zu den Schülern Timakins gehören u. a. die Preisträger internationaler Klavierwettbewerbe Waleri Kamischow, Michail Pletnjow, Ivo Pogorelich, Vladimir Feltsman, Jekaterina Nowizkaja, Aleksander Strukow, Olga Kern und Alexander Mogilewski.
Timakins 1984 und 1989 erschienene und 2009 und 2012 neu aufgelegte Lehrbücher Ausbildung zum Pianisten und Schulung der Koordinationsfähigkeit zählen zu den Standardwerken des russischen Klavierunterrichts. Die Lehrbücher wurden zusätzlich in englischer Sprache veröffentlicht und in den 1990er Jahren auf Initiative von Michail Pletnjow durch Videomaterial ergänzt. Ein Porträt Timakins befindet sich zu seinem Gedenken seit 2016 zusammen mit den von neun weiteren „herausragenden […] Musikern und Lehrern“ im Großen Konzertsaal der Zentralen Musikschule Moskau. 2010 erschien die Gedenkschrift Geschichte der Zentralen Musikschule Moskau. Eine Sammlung von Artikeln, Essays und Interviews in russischer Sprache mit Erinnerungen und Würdigungen an Timakins Lehrtätigkeit und Pädagogik.
Im Februar 2019 fand an der Swiridow-Kindermusikschule in Moskau erstmals der internationale Timakin-Klavierwettbewerb statt.

## Werke (Auswahl)
- E. M. Тимакин: Ежедневные упражнения пианиста. Арпеджио. Sovetskij Kompozitor, Moskau 1974 (russisch). Neuauflage in englischer Übersetzung:  Daily Pianistic Exercises: Arpeggios, Muzyka, Moskau 2012, ISBN 978-5-06-158728-8.
- E. M. Тимакин: Воспитание пианиста. Sovetskij Kompozitor, Moskau 1984 (russisch). Neuauflage mit DVD, Muzyka, Moskau 2009, ISBN 978-5-7140-1155-9 (russisch).
- E. M. Тимакин: Навыки координации в развитии пианиста. Sovetskij Kompozitor, Moskau 1987 (russisch). Neuauflage in englischer Übersetzung: Coordination Skills in the Development of a Pianist. A manual, Muzyka, Moskau 2012, ISBN 978-5-06-158563-5.
- E. M. Timakin, Jakša Zlatar (Hrsg.) Essential Piano Exercises Book 1. Spartan Press, North Petherton, Somerset 2005 (englisch); ISMN 979-0-57999764-1 (Suche im WorldCat).
- E. M. Timakin, Jakša Zlatar (Hrsg.) Essential Piano Exercises Book 2. Spartan Press, North Petherton, Somerset 2006 (englisch); ISMN 979-0-57999765-8 (Suche im WorldCat).
- E. M. Timakin, Jakša Zlatar (Hrsg.) Essential Piano Exercises Book 3. Spartan Press, North Petherton, Somerset 2006 (englisch); ISMN 979-0-57999766-5 (Suche im WorldCat).

## Filme
- Russlands Wunderkinder. Dokumentarfilm (2000), 98:00 Min., Regie: Irene Langemann, Produktion: Lichtfilm, Arte und Westdeutscher Rundfunk Köln, Kinostart: 19. Oktober 2000.[6]